# Ciclul solar 18
Ciclul solar 18 este cel de-al optsprezecelea ciclu solar, din 1755, când a început urmărirea extensivă a activității și petelor solare. A început în anul 1944 și s-a încheiat în 1954.
Ciclul 18 a fost caracterizat de pete solare „gigantice”. Înregistrarea fluxului radio solar, cu lungimea de undă de 10,7 cm (2800 MHz) a început parțial în timpul acestui ciclu, iar valorile fluxului solar în timpul acestui ciclu s-au dovedit a fi deosebit de ridicate.